# Google+
Google+ war ein soziales Netzwerk des US-amerikanischen Unternehmens Google LLC. Nach eigenen Angaben sollte Google+ als „soziale Schicht“ viele unternehmenseigene Produkte erweitern. Es unterschied sich damit von vielen sozialen Netzwerken, deren Zugang sich auf einen einzigen Webauftritt beschränkt. Andere sahen in Google+ ein reines Wettbewerbsprodukt, das dem Erfolg von Facebook etwas entgegensetzen sollte.
Google+ hatte im Mai 2013 weltweit etwa 135 Millionen aktive Nutzer. Nach einer im Oktober 2018 bekannt gewordenen gravierenden Datenpanne wurde Google+ für private Nutzer am 2. April 2019 eingestellt. Nutzer des Google Workspace erhalten die Netzwerk-Funktionen im Dienst Google Spaces weiterhin.

## Geschichte

Bis zum 1. September 2015 wurde dieses Logo mit Serifen verwendet.

Google+ war seit dem 28. Juni 2011 erreichbar. In einer frühen Phase war das Registrieren nur auf Einladung durch einen vorhandenen Benutzer möglich. Ab dem 20. September 2011 konnte man sich auch ohne Einladung bei dem sozialen Netzwerk registrieren. Zu Beginn lag das Mindestalter bei 18 Jahren, welches ab dem 27. Januar 2012 auf 13 Jahre gesenkt wurde.
88 Tage nach der Veröffentlichung zählte Google+ 50 Millionen registrierte Anwender. Somit war es das am schnellsten wachsende soziale Netzwerk der Geschichte. Zum Vergleich: Facebook erreichte die gleiche Anzahl an Benutzern nach 1325 Tagen. Am 7. März 2012 wurde bekannt, dass das Netzwerk die Marke von 100 Millionen regelmäßigen Nutzern überschritten habe. Im April 2012 wurde das Design überarbeitet, zu diesem Zeitpunkt waren 170 Millionen Benutzer registriert, im Juni 250 Millionen. Zum Jahresende 2012 wurde die Nutzerzahl von Google selber mit 500 Millionen beziffert, davon seien 135 Millionen aktiv.
Nachdem der Projektleiter Vic Gundotra den Konzern verlassen hatte, wurden etwa 1000 Entwickler bei anderen Produkten eingesetzt. Die Integration von Google+ mit anderen Google-Diensten wurde nicht weitergeführt.
Am 8. Oktober 2018 wurde bekannt, dass mehr als 500.000 Nutzerkonten von Google+ seit Jahren von Datendiebstahl bedroht waren. Da App-Entwickler deren persönliche Daten auslesen konnten, wurde die Schließung von Google+ in der für Endkunden offenen Version beschlossen. Die kommerzielle Google-Plus-Variante für Firmennetzwerke sollte zunächst bestehen bleiben. Aufgrund einer weiteren im Dezember 2018 bekannt gewordenen Datenpanne, bei der Profildaten von 52,5 Millionen Nutzern hätten ausgelesen werden können, wurde Google Plus am 2. April 2019 eingestellt. Werkzeuge zur Datensicherung stellte Google schrittweise bereit.

## Teilnehmer
Google bot diesen Dienst einerseits Privatpersonen (natürlichen Personen) an, andererseits aber auch Unternehmen, Institutionen, Vereinen und anderen nicht-natürlichen Personen wie etwa Familien. Bis Juli 2014 mussten sich Privatpersonen mit ihrem Klarnamen, also dem tatsächlichen Vor- und Nachnamen, anmelden. Es war aber möglich, einen sogenannten Alias als Pseudonym zu verwenden. Die Präsenz einer natürlichen Person nannte Google „Google+ Profil“, während die einer nicht-natürlichen Person als „Google+ Seite“ bezeichnet wurde. Beide Formen unterschieden sich in ihrer Darstellung, aber auch in ihren Möglichkeiten geringfügig.

## Funktionen
Google setzte einerseits auf die Kombination seiner bestehenden Dienste, andererseits bot es auch eine Palette an neuen Social Plugins. Ein wesentlicher Unterschied zu den meisten anderen sozialen Netzwerken bestand darin, dass die Beziehungen der Teilnehmer bei Google+ einseitig sein konnten und nach dem Vorbild von Diaspora in sogenannte Kreise (Circles) eingeteilt wurden.

### Allgemeine Funktionalität
- In sogenannten Kreisen konnten Nutzer ihre Kontakte in Gruppen aufteilen und Informationen nur mit bestimmten Kontakten teilen. Die Kontakte mussten nicht bei Google+ angemeldet sein, um einem Kreis anzugehören. Beiträge konnten auf Wunsch per E-Mail zugestellt werden. Nutzer konnten festlegen, wer die Mitglieder der eigenen Kreise und die Mitgliedschaft in den Kreisen Anderer sehen durfte.

- Beiträge wurden im Sprachgebrauch von Google+ öffentlich, bestimmten Kreisen oder einzelnen E-Mail-Adressen „geteilt“. Sie konnten ein Bild, einen Film, einen Link oder einen Standort enthalten, wobei diese Elemente automatisch angepasst wurden. Fremde Beiträge konnten geteilt werden.

- Stream nannte Google die Timeline der Beiträge. Auf der Seite „Übersicht“ wurden die Beiträge sämtlicher Kreise in umgekehrt chronologischer Folge angezeigt. Es war möglich, die durch Beschränkung der Beitragszahl die „Lautstärke“ eines Kreises einzustellen oder die Beiträge eines bestimmten Kreises anzeigen zu lassen. Der Stream wurde kontinuierlich erweitert und musste nicht neu geladen werden.

- Bilder konnten in beliebiger Zahl hochgeladen und in Alben organisiert werden. Große Bilddateien wurden entweder ohne Belastung des Google-Drive-Speicherplatzes auf eine Standardgröße von 2048 × 2048 Pixel verkleinert oder in Originalgröße hochgeladen, wobei der Speicherplatzverbrauch vom Google Drive-Konto des Nutzers abgezogen wurde. Neben der Darstellung in Google+ wurden diese Bilder auch in den Picasa-Webalben angezeigt.[22]

- Kommentare konnten sowohl zu Beiträgen als auch zu Bildern in Alben abgegeben werden. Sie wurden unterhalb der Beiträge angezeigt. Für die eigenen Beiträge ließ sich die Kommentarfunktion sperren.

- +1 war eine Schaltfläche, mit der der Benutzer ein positives Feedback öffentlich mitteilen konnte. Die Funktion war mit der „Gefällt mir“-Schaltfläche von Facebook vergleichbar. Diese Schaltfläche stand bei jedem Beitrag, jedem Kommentar und jedem Bild zur Verfügung. Sie konnte auch auf fremden Websites auftreten. Die Funktion wurde Ende März 2011 vom Google-Mitarbeiter Matt Cutts vorgestellt und war anfangs nur für Google-Ergebnisse und Google-Werbeanzeigen verfügbar.[23]

- Ereignisse, die eine Benachrichtigung auslösten (bspw. die Kommentierung oder +1-Wertungen eigener Beiträge), konnten individuell festgelegt werden. Die Zahl der neuen Benachrichtigungen wurde in der Google-Leiste in einem roten Kreis angezeigt.

- Google+ beinhaltete eine Video-Chat-Funktion, die Google Hangouts. Zu diesen Chats konnten beliebig viele Personen eingeladen werden. Gleichzeitig konnten 10 Personen an einem Hangout teilnehmen.[24]

- Mit Hangouts on Air hatten Benutzer die Möglichkeit, einen Videostream live zu veröffentlichen. Der Stream wurde gleichzeitig auf YouTube archiviert und öffentlich zugänglich gemacht.[25] Die Funktion wurde in Deutschland am 15. August 2012 freigeschaltet, nachdem sie in anderen Ländern bereits seit September 2011 zur Verfügung stand. Sie war rechtlich umstritten, da öffentliche Sendungen dem Rundfunkstaatsvertrag unterliegen.[26] Der Dienst wurde 2019 eingestellt.[27]

- Die Google+-Leiste, stellte eine Verbindung zwischen Google+ und anderen Google-Produkten her.[28]

- Mit Google+ Communities konnten Gruppen gemeinsam über ein beliebiges Thema diskutieren. Die Funktion, die im Dezember 2012 erstmals eingeführt wurde, ermöglichte die dauerhafte Bereitstellung bestimmter Inhalte für einen definierten Personenkreis oder die allgemeine Öffentlichkeit. Innerhalb einer sogenannten Community (Gemeinschaft) ließen sich Hangouts und Veranstaltungen abhalten.[29]

- Für Erwähnungen wurde das „+“-Zeichen vor dem Nutzernamen anstelle des auf anderen sozialen Medienplattformen übliche „@“-Zeichens verwendet. Dies galt ebenfalls für Kommentare auf YouTube.
- Ein Doppelkreuz (#), ohne Abstand vor ein einzelnes Wort geschrieben, macht dieses zum Hashtag (Suchbegriff). Nach Veröffentlichung des Beitrags konnte der Leser auf dieses Wort klicken, um eine Google-Plus-interne Suche nach dem Hashtag zu starten. Erwähnungen des Wortes ohne das „#“-Zeichen wurden dabei nicht gefunden und Erwähnungen des Hashtags in Kommentaren nicht berücksichtigt.

Laut offiziellen Angaben waren 2012 nur 20 Prozent der geplanten Funktionen von Google+ umgesetzt. In den kommenden Jahren sollten vor allem die Apps und die Google+ API weiter ausgebaut werden.

## Nutzerprofil
Der Begriff Profil stand bei Google+ nicht nur für die Onlinepräsenz einer natürlichen Person (siehe Teilnehmer), sondern für fünf persönliche Seiten („Tabs“) jedes Benutzers:
- Beiträge zeigte die Beiträge des Nutzers als Auszug des Streams.

- Über mich enthielt die persönlichen Daten des Benutzers, wobei Google dazu auffordert, Angaben zu machen, dies aber nicht erzwang. Die Seite war nicht frei gestaltbar, sondern sah definierte Felder für Adresse, Beruf oder Beschäftigungen vor. Nutzer konnten festlegen, wer diese Informationen sehen durfte.

- Fotos führte zu den Bildern, wobei es neben den vom Benutzer explizit angelegten Alben noch weitere Sammlungen gab: „Fotos des Benutzers“ mit den Bildern, auf denen der Benutzer „getaggt“, also identifiziert wurde, „Fotos von Posts“, wo die Bilder gesammelt wurden, die keinem Album zugeordnet waren, aber bei Beiträgen Verwendung fanden, „Fotos für die Fotowand“ und schließlich „Profilfotos“, die alle (evtl. früheren) Profilfotos enthielten. Außerhalb des Profils gab es außerdem noch die Bilderrubrik „Vom Telefon“, wo die (auf Wunsch) hochgeladenen Fotos eines Video-Chats gesammelt wurden. Diese waren – solange sie mit niemandem geteilt wurden – nur für den Benutzer selbst sichtbar. Ab Mai 2014 gab es auch die Möglichkeit, sich Stories anzeigen zu lassen. Dabei erstellte Google+ anhand der Koordinaten in den Fotos eine Diashow zu Ereignissen, z. B. zum vergangenen Urlaub oder einer Geburtstagsfeier.

- Videos führte zu den Videos des Benutzers.

- +1 zeigte eine Liste der (fremden) Websites, die der Benutzer über die „+1“-Schaltfläche positiv bewertet hatte.

Die Seiten Fotos, Videos und +1 konnten durch den Benutzer für andere ausgeblendet werden. Über dem Profil wurden das Profilbild (das in verkleinerter Form auch bei jedem Beitrag angezeigt wurde) und eine Fotowand aus fünf quadratischen Bildern angezeigt, alternativ war auch ein breites Bild möglich.
Google ermöglichte es ausgesuchten Nutzern, die öffentliche Adresse ihres Profils mit Hilfe einer sogenannten Vanity-URL zu verkürzen. An Stelle der Profilnummer enthielt die Vanity-URL einen Kurznamen, der dem Nutzer automatisch vorgeschlagen wurde und nicht bearbeitet werden konnte. Im August 2012 begann Google mit der Einführung der Vanity-URLs für deutschsprachige Nutzer.

## Google+ Seiten
Am 7. November 2011 startete Google Profile für Unternehmen und Organisationen unter dem Namen „Google+ Seiten“ (+Pages). So war es auch Unternehmen und Vereinen möglich, unter ihrem Namen aufzutreten, Benutzer in Kreise einzuteilen oder Videokonferenzen über die Funktion Hangouts zu führen. Diese Seiten hatten einen Eigentümer, und sie können einen oder mehrere Administratoren haben, die die Inhalte bearbeiten dürfen. Eine Seite muss vom Profil einer natürlichen Person aus angelegt werden, deren Identität aber nicht veröffentlicht werden muss.
Ende 2011 führte Google eine manuelle Überprüfung der Authentizität von Google+ Seiten ein, die von den Inhabern der Seite beantragt werden konnte. Erfolgreich überprüfte Seiten wurden mit einem Häkchen-Symbol gekennzeichnet und boten dem Benutzer die Sicherheit, dass diese Seite wirklich von der genannte Marke oder vom Unternehmen verwaltet wurde. Die Überprüfung wurde nur für Seiten ab einer bestimmten Nutzerzahl gewährt.
Am 19. Juli 2012 öffnete Google den Zugriff auf Google+-Seiten durch Dritt-Anwendungen. Während dieser zu Beginn nur ausgewählten Unternehmen möglich war, konnte später jeder Dienst über eine öffentliche API auf „Google+“-Seiten und Kreise zugreifen. Dazu gehörte insbesondere das Programm HootSuite, das primär von Unternehmen zur zentralen Steuerung mehrerer sozialer Netzwerke genutzt wird.

## Anwendungen
Google hatte frühzeitig damit begonnen, Apps für den mobilen Zugriff auf Google+ bereitzustellen. Es wurden die Betriebssysteme Apple iOS und Android unterstützt, sowohl bei Nutzung eines Smartphones als auch auf Tablets. Die letzte größere Überarbeitung der Apps wurde im Mai 2012 vorgestellt und enthielt unter anderem mobile Google Hangouts und eine verbesserte Navigation mit Schnellzugriff. Zuletzt veröffentlichte Google am 10. Juli 2012 eine Variante der App für das iPad. Sie wurde im Zuge der Google I/O erstmals angekündigt und unterstützte auch hochauflösende Bildschirme, inklusive des Retina-Displays von Apple. Ab Oktober 2012 war es möglich, nicht nur Profile, sondern auch (Organisations-)Seiten über die entsprechende App für iOS zu verwalten.

## Integration
Im November 2011 begann Google damit, Informationen aus Google+ in die Suchergebnisse zu integrieren. Dabei erfuhr besonders die Anzeige von Profilfotos hohe Beachtung, über die der Autor einer Webseite direkt in den Ergebnissen ersichtlich war. Technisch wurde die Verbindung zwischen Google Websuche, Google+ und der betroffenen Webseite mit Hilfe von Meta-Elementen realisiert. Die Kennzeichnung einer Webseite mit einem Profil bei Google+ als Autor schaltete für die jeweilige Person automatisch den Zugriff auf die Google Webmaster Tools frei.
Google bewertete Inhalte aus dem sozialen Netzwerk Google+ über mehrere Monate hinweg höher als Inhalte konkurrierender Plattformen. Das führte dazu, dass Benutzerprofile und Seiten tendenziell über den Suchergebnissen der Konkurrenz angezeigt wurden, sofern diese auf Google+ aktiv waren. Google wollte damit die Verbreitung des eigenen Netzwerks fördern, was massive Kritik der Europäischen Kommission nach sich zog. Im August 2012 stellte Google die Bevorzugung offiziell ein.

## Frühzeitig aufgegebene Angebote
Für Google+ Games wurden Spieltitel wie Angry Birds, Monster World und Zombie Lane veröffentlicht. Dieses Angebot wurde mangels Nachfrage am 30. Juni 2013 wieder aufgegeben.